# Dekanat Maszewo
Dekanat Maszewo – jeden z dekanatów należący do archidiecezji szczecińsko-kamieńskiej.

## Parafie
- Bielice (pw. św. Wojciecha BM)
- Jenikowo (pw. św. Józefa Oblub. NMP)
- Parafia Matki Bożej Częstochowskiej w Maszewie
- Osina (pw. Niep. Poczęcia NMP)
- Parlino (pw. Miłosierdzia Bożego)
- Poczernin (pw. św. Michała Archanioła)
- Przemocze (pw. MB Król. Kor.Polskiej)
- Rożnowo Nowogardzkie (pw. św. Antoniego)

## Dziekan i wicedziekan
- Dziekan: ks. kan. Henryk Stanulewicz
- Wicedziekan: ks. kan. mgr Jerzy Labuda
- Ojciec duchowny: